# Limay (Filippine)
Limay è una municipalità di prima classe delle Filippine, situata nella Provincia di Bataan, nella Regione del Luzon Centrale.
Limay è formata da 12 baranggay:
- Alangan
- Duale
- Kitang I
- Kitang 2 & Luz
- Lamao
- Landing
- Poblacion
- Reformista
- San Francisco de Asis
- St. Francis II
- Townsite
- Wawa